# 張顯超
張顯超（1960年12月27日—），台灣大學法律系法學組畢業，美國威斯康辛大學比較法學碩士和法學碩士、法學博士，現任國立中山大學中國與亞太區域研究所 （页面存档备份，存于）教授，現任亞太和平研究基金會副執行長，國策研究院成員。

## 生平
張顯超教授曾參與陸委會政府工作六年（1992-1998），曾負責重要的兩岸策劃與談判等幕僚工作。其離開政府工作擔任教職之後，亦長年多次擔任政府工作的體制外幕僚諮詢。曾協助總統府、行政院、國安會、陸委會從事兩岸三通與政治談判規劃協商，以及多次擔任兩岸人民關係條例編修工作，具有豐富的實務經驗，是李登輝、陳水扁、馬英九政府時期的兩岸關係專家，著有多篇相關的學術論文。

## 外部連結
- 張顯超 老師檔案